# Liste der Monuments historiques in Plobannalec-Lesconil
Die Liste der Monuments historiques in Plobannalec-Lesconil führt die Monuments historiques in der französischen Gemeinde Plobannalec-Lesconil auf.

## Liste der Bauwerke
| Bezeichnung                             | Beschreibung | Standort                           | Kennzeichnung | Schutzstatus | Datum | Bild           |
| --------------------------------------- | ------------ | ---------------------------------- | ------------- | ------------ | ----- | -------------- |
| Dolmen Menez Goarem ar Feunteun         |              | Rue Jules-Ferry in Lesconil (Lage) | PA00090169    | Classé       | 1921  |                |
| Dolmen von Kervignon                    |              | Pont Plat (Lage)                   | PA00090170    | Classé       | 1922  | weitere Bilder |
| Dolmen von Kervadol                     |              | (Lage)                             | PA00090171    | Classé       | 1922  | weitere Bilder |
| Manoir de Kerhoas                       | Herrenhaus   | (Lage)                             | PA00090490    | Inscrit      | 1992  | weitere Bilder |
| Menhir von Kerdalaë                     |              | (Lage)                             | PA00090172    | Classé       | 1932  |                |
| Monuments mégalithiques près de Tronval |              | (Lage)                             | PA00090173    | Classé       | 1920  | weitere Bilder |
| Dolmen von Tronval                      |              | (Lage)                             | PA00090173    | Classé       | 1920  | weitere Bilder |

## Liste der Objekte
- Monuments historiques (Objekte) in Plobannalec-Lesconil in der Base Palissy des französischen Kultusministeriums